# John Lavery
Sir John Lavery (Belfast, 20 marzo 1856 – Kilmoganny, 10 gennaio 1941) è stato un pittore irlandese.

## Biografia

### L'infanzia e gli studi

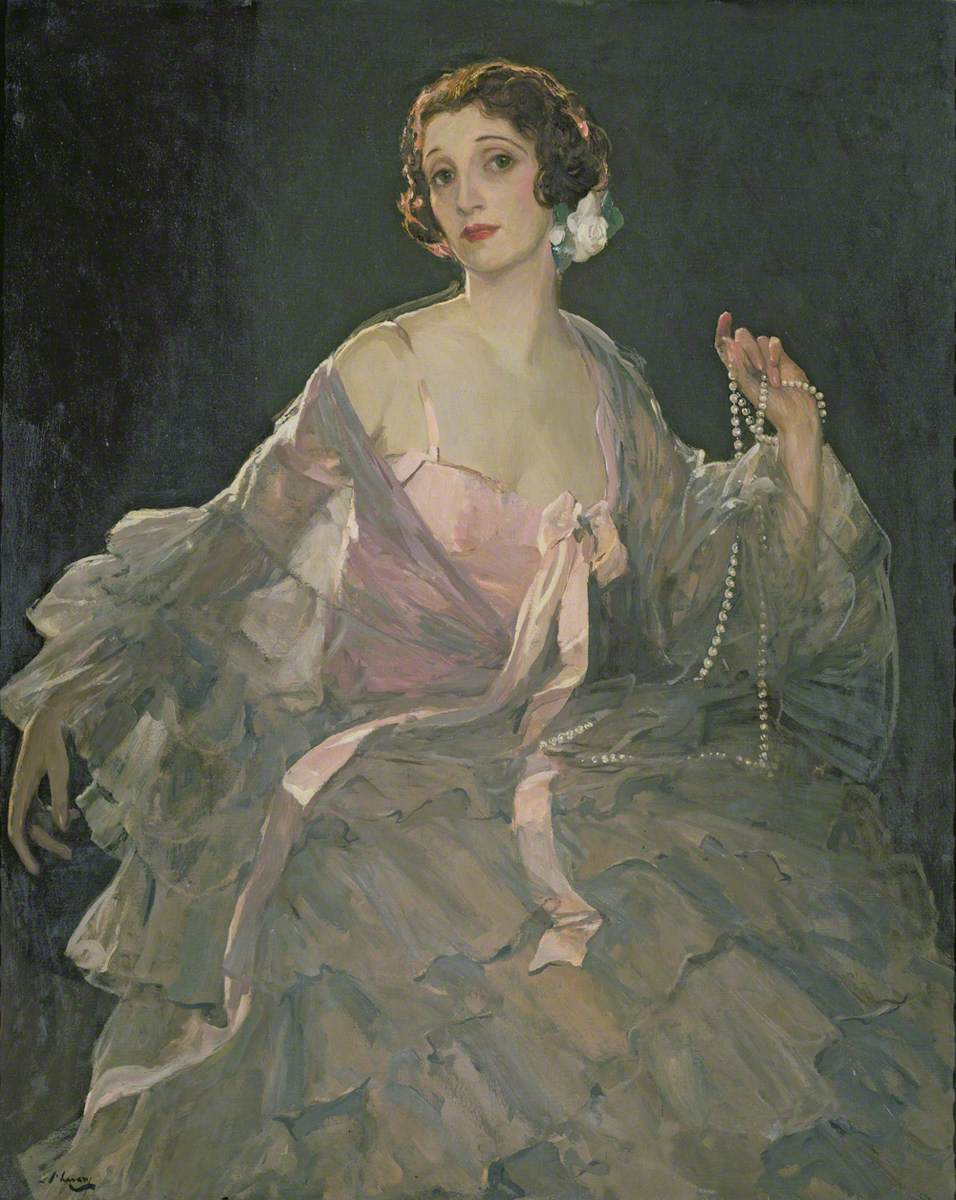
Hazel in Rise and Grey, 1922

John Lavery nacque il giorno di san Patrizio, il 17 marzo 1856 a Belfast, figlio di Henry originario presso il Lough Neagh e di Mary Donnelly di Armagh, entrambi cattolici.
Dopo pochi anni il padre decise di trasferirsi a New York, ma la nave affondò al largo di Wexford ed Henry Lavery morì tragicamente. Dopo tre mesi morì anche la madre di John Lavery, che rimasto orfano, fu accolto dallo zio Edward, un agricoltore di Moira, nella contea di Down.
Dopo una parentesi di cinque anni nella quale visse da un ricco cugino a Salcoats, nell'Ayrshire in Scozia, Lavery ritornò a Moira dove incominciò a disegnare e grazie a questa attività trovò il suo primo lavoro presso un fotografo di Glasgow.
La sua carriera scolastica e di formazione si effettuò all'Accademia Haldane a Glasgow e successivamente all'Académie Julian a Parigi.
Durante il suo soggiorno parigino ricevette le influenze di artisti francesi, come Jules Bastien-Lepage, per perseguire il metodo pittorico en plein air, consistente nel dipingere all'aperto per cogliere le sottili sfumature che la luce genera su ogni particolare.

### Ritrattista e paesaggista

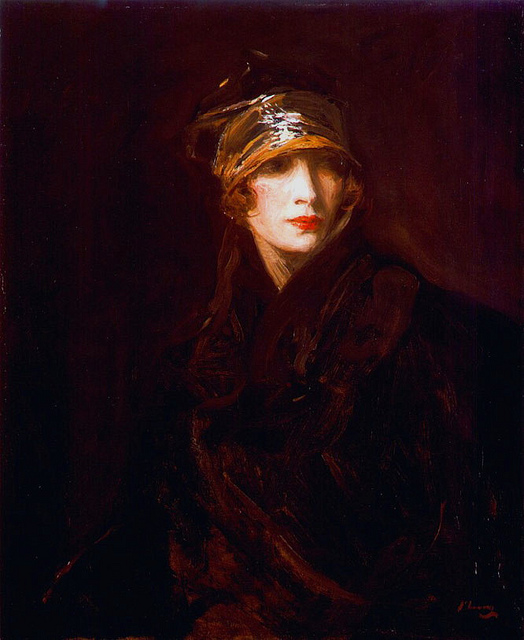
The Golden Turban, 1929

La carriera di Lavery ebbe una svolta nel 1888, quando fu incaricato di dipingere la visita di stato della regina Vittoria all'Esposizione internazionale di Glasgow.
John Lavery fu membro della Glasgow School of Painting e si mise in evidenza per i suoi ritratti realistici, scene di genere e paesaggi d'ispirazione impressionista.
Aderendo ai "Glasgow Boys", un gruppo di artisti scozzesi e irlandesi, le sue opere manifestarono il suo dissenso dalla pittura tradizionale degli artisti vittoriani contemporanei.
Una volta diventato un ritrattista importante della società, si trasferì a Londra, dove strinse amicizia con il pittore statunitense James Abbott McNeill Whistler, che lo orientò stilisticamente, soprattutto per la qualità delle pennellate.
Lavery visse gran parte della sua vita a Londra, tra i suoi vicini di casa ebbe Winston Churchill, al quale insegnò a disegnare, e la sua attività ritrattistica fiorì, grazie anche ai ritratti della famiglia reale britannica nel 1913. Ebbe vivo successo anche in Italia, dove aveva contatti con personalità di rilievo quali Ugo Ojetti e Camillo Innocenti, grazie anche alla partecipazione alle più importanti mostre internazionali che si tenevano nel Bel Paese. Soprattutto dopo la sua importante personale alla Biennale di Venezia del 1910, molti artisti italiani imitarono lo stile di Lavery, in particolare il pittore padovano Lino Selvatico.

### Durante le guerre, opere

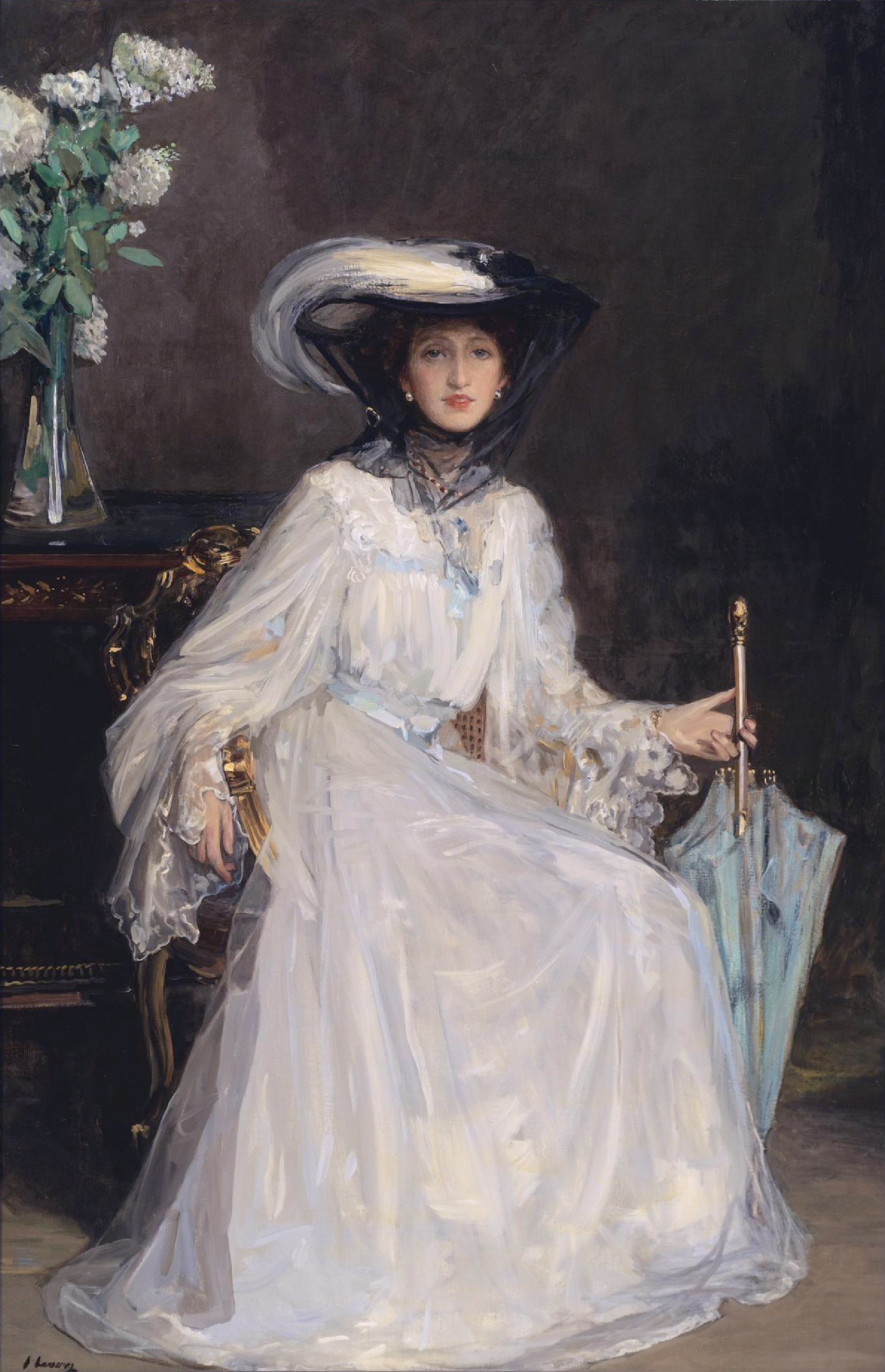
Evelyn Farquhar, Wife of Captain Francis Douglas Farquhar, 1906

Nel corso della prima guerra mondiale Lavery fu nominato artista di guerra ufficiale, però ebbe problemi di salute e quindi rimase in Gran Bretagna e strinse amicizia con la famiglia di Herbert Henry Asquith, soggiornando nella loro residenza di Sutton Courtenay, dove dipinse ritratti e scene estive idilliache.
Durante la guerra d'indipendenza irlandese e subito dopo il trattato anglo-irlandese, Lavery dipinse le opere Love of Ireland e Pro Cathedral Dublin 1922, proseguendo a dipingere i ritratti di tutte le figure principali di entrambe le parti, tra cui il politico britannico David Lloyd George.
Tra le altre sue opere da ricordare il grande trittico The Madonna of the Lakes (1917), donata alla chiesa di San Patrizio di Belfast dove era stato battezzato, e High Treason, Court of Criminal Appeal (1916), dedicato al processo del diplomatico britannico Roger Casement, incriminato per alto tradimento e condannato a morte per impiccagione.

### Cavaliere e accademico
Dopo la prima guerra mondiale, Lavery fu nominato cavaliere e nel 1921 fu eletto membro alla Royal Academy of Arts.
Negli anni venti e trenta, Lavery e sua moglie statunitense Hazel, la sua musa ispiratrice sposata nel 1900, conservarono una grande popolarità a Londra, e risultarono sempre disponibili per collaborare per le questioni irlandesi. Lavery era considerato un governatore generale, e fu nominato dalla Commissione Currencv per progettare la nuova valuta irlandese e utilizzò l'immagine iconica di Hazel riprodotta nelle banconote irlandesi.
Lavery diventò membro di numerose altre accademie, tra le quali, l'Accademia di belle arti di Roma, l'Académie des beaux-arts di Parigi, l'Accademia delle arti di Prussia a Berlino, l'Accademia di belle arti di Anversa, l'Accademia di belle arti di Brera a Milano, quella di Bruxelles, di Stoccolma e la Real Academia de Bellas Artes de San Fernando a Madrid e i suoi dipinti furono presenti nei musei dei cinque continenti.
Oggi le opere di Lavery sono nelle collezioni del Museo d'Orsay di Parigi, della Tate Gallery di Londra, del Philadelphia Museum of Art, dell'Ulster Museum di Belfast, e di altri musei.
Per celebrare la sua carriera, Lavery ricevette lauree ad honorem dal Trinity College di Dublino e dalla Queen's University di Belfast.

### Ultimi anni e morte
Pubblicò nel 1940 la sua autobiografia intitolata The life of a painter (La vita di un pittore).
John Lavery morì il 10 gennaio 1941, per cause naturali, nella sua casa a Kilmoganny, in Irlanda.

## Opere principali
- Gaines Ruger Donoho, 1883
- Sir John Lavery, A Rally, 1885
- Daniel Santiagoe, 1888;
- Alexander Osborne, 1889;
- Bailie Simons, 1889;
- Bailie Watson, 1889;
- Captain Shaw, Contractor, 1889
- Alexander Henderson, 1890;
- Arthur Mechem, 1890;
- Archbishop Eyre, 1890;
- The lady in black, 1894;
- A garden in France, 1898;
- Alice Fulton, 1900;
- Evelyn Farquhar, Wife of Captain Francis Douglas Farquhar, 1906;
- Mrs Lavery sketching, 1910
- Mrs Ralph Peto as a Bacchante, 1910
- Constance Jones, 1916
- High Treason, Court of Criminal Appeal (1916);
- The Madonna of the Lakes (1917);
- A Still Morning, 1917
- Munitions, Newcastle, 1917;
- A Coast Defence – an 18-pounder anti-aircraft gun, Tyneside, 1917;
- War Room, 1918;
- A Convoy, North Sea, 1918;
- The Wounded at Dover, 1918;
- Army Post Office 3, Boulogne, 1919;
- Lady Lavery, The Red Fan, 1920
- Hazel in Rose and Grey, 1922;
- The Golden Turban, 1929;
- The Opening of the Modern Foreign and Sargent Galleries at the Tate Gallery, 26 June 1926, 1929;
- The Madonna of the Lakes, 1917;
- High Treason, Court of Criminal Appeal, 1916.

## Principali musei
- Aberdeen Art Gallery;
- Birmingham Museum & Art Gallery;
- Cecil Higgins Art Gallery;
- Crawford Municipal Art Gallery;
- Galleria nazionale d'Irlanda, Dublino;
- Guildhall Art Gallery, Londra;
- Hugh Lane Municipal Gallery, Dublino;
- Imperial War Museum;
- Irish Museum of Modern Art (IMMA);
- Laing Art Gallery;
- National Museum of Serbia, Belgrado
- Rothe House, Kilkenny
- Tate, Londra;
- Ulster Museum, Belfast;
- Walker Art Gallery.